# Дадзайфу (Фукуока)

Дадза́йфу (яп. 太宰府市, だざいふし, МФА: [dad͡zai̯ɸu ɕi̥]?) — місто в Японії, в префектурі Фукуока.     Отримало статус міста 1982 року. Площа становить 29,58 км². Станом на 1 липня 2012 року населення складало 71 163  осіб, густота населення — 2410 осіб/км².     

## Історія
Місто Дадзайфу виникло на основі однойменної адміністрації японського уряду на острові Кюшю 7 — 11 століття. Тут розташовувалася відомства для прийому східноазійських послів, а також військова управа, що здійнсювала контроль над усім островом.
Дадзайфу отримав статус міста 1 квітня 1982 року.